# Kulturdelen
Kulturdelen är en svensk nättidskrift, grundad 2010 av Peter Ekström. I redaktionen ingår även bland andra Sten Wistrand. Utgivare är den ideella föreningen Kulturkudden.